# Liste der Orte im Rhein-Pfalz-Kreis

Wappen des Rhein-Pfalz-Kreises

Die Liste der Orte im Rhein-Pfalz-Kreis enthält die Städte, Verbandsgemeinden, Ortsgemeinden und Gemeindeteile im Rhein-Pfalz-Kreis im deutschen Bundesland Rheinland-Pfalz.
Es handelt sich dabei um das amtliche Verzeichnis der Gemeinden und Gemeindeteile und setzt sich zusammen aus dem vom Statistischen Landesamt Rheinland-Pfalz geführten amtlichen Namensverzeichnis der Gemeinden und dem vom Landesamt für Vermessung und Geobasisinformation Rheinland-Pfalz geführten amtlichen Verzeichnis der Gemeindeteile.

## Verbandsfreie Gemeinde Bobenheim-Roxheim
Gemeindeteile in der Verbandsfreien Gemeinde Bobenheim-Roxheim:
- Bobenheim
- Am Binnendamm
- Nonnenbusch
- Nonnenhof
- Roxheim
- Scharrau

## Verbandsfreie Gemeinde Böhl-Iggelheim
Gemeindeteile in der Verbandsfreien Gemeinde Böhl-Iggelheim:
- Böhl
- Buhilohof
- Erlenhof
- Ostergewannenhof
- Steigerthof
- Iggelheim
- Eichschwalbe
- Waldschänke
- Römerhof

## Verbandsfreie Gemeinde Limburgerhof
Gemeindeteile in der Verbandsfreien Gemeinde Limburgerhof:
- Am Gänsberg
- Birkenweg
- Haus Gouthier
- In der Blöße
- Kohlhof
- Rehhütte

## Verbandsfreie Gemeinde Mutterstadt
Gemeindeteile in der Verbandsfreien Gemeinde Mutterstadt:
- Forsthaus Sternjagen
- Hillensheimer Hof
- In der Hartkirch
- Mandelhof
- Maudacher-Eck-Hof
- Medartshof
- Rheinperle
- Schlichthof
- Sülzerhof
- Wasserwerk
- Im Grund

## Verbandsfreie Stadt Schifferstadt
Gemeindeteile in der Verbandsfreien Stadt Schifferstadt:
- Am Maurerweg
- Am Rösserweg
- Große Erde
- Im Forstfeld
- Im Gemeindeschlag
- Im Hellwich
- Lissenhof
- Maurerhof
- Mönchbusch
- Mühlweghof
- Queckbrunnenhof
- Rehhof
- Im Überholz
- Waldlenz

## Verbandsgemeinde Dannstadt-Schauernheim
Gemeinden und Gemeindeteile in der Verbandsgemeinde Dannstadt-Schauernheim:
- Dannstadt-Schauernheim
  - Dannstadt
  - Adonisröschenhof
  - Falkenhof
  - Hinter dem Münchhof
  - Münchhof
  - Hof im Fallgarten
  - Schauernheim
  - Schwanenhof am Kreuz
- Hochdorf-Assenheim
  - Assenheim
  - Hof im Biengarten
  - Alexanderhof
  - Leininger Hof
  - Winkelhof
  - Sonnenhof
  - Hochdorf
  - Amselhof
  - Grenzhof
  - Hof ober dem Dorfgraben
  - Hermannshof
  - Brunnenhof
- Rödersheim-Gronau
  - Gronau
  - Am Hochdorfer Weg
  - Rödersheim
  - Am Brünnel
  - Im blauen Meer
  - Hof in den Fünfzig Morgen

## Verbandsgemeinde Lambsheim-Heßheim
Gemeinden und Gemeindeteile in der Verbandsgemeinde Lambsheim-Heßheim:
- Beindersheim
  - Bentriteshof
  - Hubertushof
  - Lilienhof
  - Oberfeld-Hof
  - Peterhof
  - Sonnenhof
- Großniedesheim
  - Elteshof
- Heßheim
  - Fasanenhof
  - Finkenhof
  - Hof am hohen Rech
  - Lindenhof
  - Hof am Weinberg
  - Kastanienhof
  - Willersinnstraße 1
  - Hof am Bergweg
- Heuchelheim bei Frankenthal
  - Am Fischerweg 1
  - Am Fischerweg 2
  - Birkenhof
  - Hof am Nußbaum
  - Im Kändelrain 1
  - Im Kändelrain 2
  - Im Rebgarten
  - Im Ring
  - Lindenhof
- Kleinniedesheim
  - Grenzhof
  - Katharinenhof
- Lambsheim
  - Mühlenhof
  - Am Heizwerk 1
  - Am Heizwerk 2
  - Willersinnstraße 2

## Verbandsgemeinde Maxdorf
Gemeinden und Gemeindeteile in der Verbandsgemeinde Maxdorf:
- Birkenheide
- Fußgönheim
  - Am Bellenweg 1
  - Am Bellenweg 3
  - Am Lambsheimer Weg
  - Am Weisenheimer Weg
  - Kurzgewanne
  - Langgewanne
  - Riedgewanne
  - Hof am Steingewannweg
- Maxdorf
  - Im Reff
  - Im Steinböhl
  - Maxdorf BASF-Siedlung

## Verbandsgemeinde Rheinauen
Gemeinden und Gemeindeteile in der Verbandsgemeinde Rheinauen:
- Altrip
  - Am Altrhein
  - Am Strandhotel
  - In den Anlagen
  - Im Altrheingrund
  - Im Krappen
  - Rheinauenhof
  - Riedhof
- Neuhofen
  - Haus Kief
  - Waldmühle
  - Waldpark
  - Römerhof
- Otterstadt
  - Angelhof
- Waldsee

## Verbandsgemeinde Römerberg-Dudenhofen
Gemeinden und Gemeindeteile in der Verbandsgemeinde Römerberg-Dudenhofen:
- Dudenhofen
  - Atzelhof
  - Falkenhof
  - Ruppertsäckerhof
  - Waldhaus
  - Zwölfmannsgarten
  - Andreashof
  - Thomashof
- Hanhofen
  - Eichenhof
  - Im Schnepfenstoß
  - Peterhof
  - Waldhäuser
  - Kreuzhof
- Harthausen
  - Allmend
  - Steinbrücke
  - Weidenseehof
  - Ziegelei
- Römerberg
  - Berghausen
  - Heiligenstein
  - Mechtersheim
  - Ziegelei